# Ivan Paurević
Ivan Paurević (* 1. Juli 1991 in Essen) ist ein deutsch-kroatischer Fußballspieler. Der Mittelfeldspieler wurde bei Borussia Dortmund ausgebildet und ist mehrfacher kroatischer Nachwuchsnationalspieler. Er wird hauptsächlich als Sechser eingesetzt, nachdem er zu Beginn seiner Karriere auch offensiver agiert hatte.

## Laufbahn

### Im Verein
Paurević spielte bis 2004 für Rot-Weiss Essen, bevor er in der C-Jugend zu Borussia Dortmund wechselte. Dort kam er später auch in der U-17- und A-Junioren-Bundesliga zum Einsatz und stand 2007 und 2008 im Finale um die deutsche B-Jugend-Meisterschaft auf dem Platz. Beide Endspiele gingen jedoch verloren. Während seiner letzten Jugendsaison wurde Paurević dann in der Winterpause der Spielzeit 2009/10 in das Trainingslager der ersten Profimannschaft mitgenommen, musste dieses aber nach einer erlittenen Nasenbeinfraktur vorzeitig verlassen. Danach spielte er weiterhin hauptsächlich für das A-Jugend-Team des BVB, bestritt aber am 7. Februar 2010 auch sein Profiligadebüt im Seniorenbereich. Dabei wurde er im Drittligaspiel der Dortmunder Zweitvertretung gegen die Kickers Offenbach, das mit 2:1 gewonnen wurde, kurz vor Schluss für Sebastian Hille eingewechselt.
2010/11 wurde Paurević dann fest in die zweite Mannschaft der Dortmunder übernommen, die mittlerweile abgestiegen war und in der Regionalliga West antrat. Dort kam er jedoch erst zur Saisonhälfte zu seinen ersten Einsätzen und pendelte fortan zwischen einem Platz in der Startformation und der Ersatzbank. Mit seiner Mannschaft erreichte er in diesem Spieljahr den sechsten Tabellenrang, war aber schon früh chancenlos in Hinblick auf den Aufstieg.
In der Saison 2011/12 entwickelte er sich zur Stammkraft, was sein Trainer David Wagner darauf zurückführte, dass Paurević „sich auf die Defensive eingelassen“ habe, nachdem ihm klargemacht worden war, dass er nur auf der defensiven Mittelfeldposition eine Perspektive im Profifußball besitzt.
So wurde Fortuna Düsseldorf auf Paurević aufmerksam und nahm ihn zur Saison 2012/13 bis zum Sommer 2014 unter Vertrag. Paurević unterschrieb im Anschluss im Juli 2014 einen Dreijahresvertrag beim russischen Erstligisten FK Ufa, der im Sommer 2016 zugunsten eines Wechsels zu Huddersfield Town vorzeitig aufgelöst wurde. Nach nur einem Ligaspiel kehrte Paurević Anfang 2017 wieder nach Ufa zurück. Für den Verein stand der Mittelfeldspieler über 130-mal in der Liga, im Pokal und in der Europa-League-Qualifikation auf dem Feld.
Zur Zweitligasaison 2019/20 wurde der Kroate vom SV Sandhausen mit einem Zweijahresvertrag ausgestattet. Nach dessen Auslaufen wechselte er im Sommer 2021 nach Lettland zum Riga FC.

### In der Nationalmannschaft
Sein erstes Spiel für eine Nachwuchsnationalmannschaft absolvierte Paurević am 15. September 2009 in einem Freundschaftsspiel für die kroatische U19-Auswahl gegen die gleichaltrigen Slowenen. Beim torlosen Unentschieden stand er in der zweiten Halbzeit auf dem Platz. 2011 folgten zwei Einsätze für das U21-Nationalteam in der Qualifikation zur U21-Europameisterschaft 2013.